# Fairmead (Kalifornija)
Fairmead je naseljeno područje za statističke svrhe u američkoj saveznoj državi Kalifornija. Prema popisu stanovništva iz 2010. u njemu je živjelo 1,447 stanovnika.